# August Friedrich Brackmann
August Friedrich Brackmann (* 8. März 1753 in Wehrstedt; † 23. März 1828) war ein deutscher lutherischer Theologe und erster Generalsuperintendent von Hildesheim.

## Leben
August Friedrich Brackmann war ein Sohn des Gutspächters Johann Friedrich Brackmann in Wehrstedt bei Salzdetfurth. Er studierte Theologie und wurde 1775 Pastor in Bad Salzdetfurth, 1782 in Eldagsen und 1800 Pastor und Generalsuperintendent in Alfeld (Leine). Nach der Verlegung der Generalsuperintendentur nach Hildesheim 1806 war er Generalsuperintendent von Hildesheim. 1818 wurde er zugleich Mitglied des Konsistoriums in Hannover.
Brackmann erhielt 1816 die Ehrendoktorwürde der theologischen Fakultät der Universität Göttingen.

## Werke
- Apologie der theologischen Systemsprache (Braunschweig/Hildesheim 1778)